# Торфово-болотні області і райони України

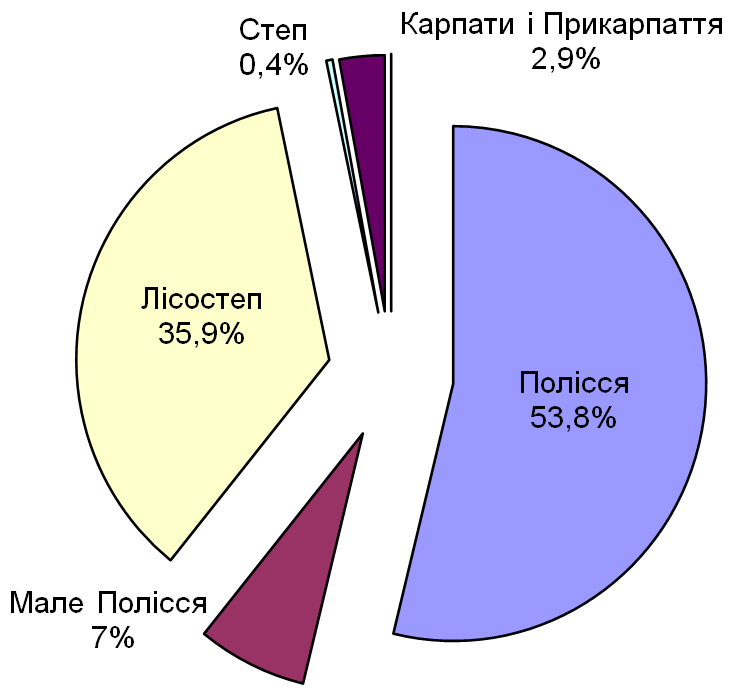
Розподіл запасів торфу на території України

Торфово-болотні області і райони України
На території України в зональному розрізі виділяються п'ять торфово-болотних областей: Полісся, Мале Полісся, Лісостеп, Степ, Карпати і Прикарпаття. Частка запасів торфу-сирцю в кожній з них показана на діаграмі.

## Торфово-болотна область Полісся
Торфово-болотна область Полісся відмежована від прилеглого з півдня Лісостепу лінією Володимир — Ківерці — Клевань — Олександрія — Тучин — Корець — Шепетівка — Полонне — Троянів — Житомир — Корнин — Київ — Бровари — Ніжин — Комарівка — Батурин — Кролевець — Лужки (Есмань). В межах Полісся розрізняють три торфово-болотні райони: район Західного Полісся, район Центрального Полісся та район Східного Полісся. Площа торфово-болотної області Полісся становить 99,5 тис. км², запаси торфу — близько 6,5 млрд м³, заторфованість території — 4,32 %. Переважають торфові родовища низинного типу, хоча зустрічаються й перехідні та верхові родовища.

## Торфово-болотна область Малого Полісся
Торфово-болотна область Малого Полісся простягається вузькою зниженою смугою між Волинським та Подільським плато від західного кордону України до м. Острога на сході області. Північна межа області проходить по лінії Шептицький — Стоянів — Берестечко — Козин — Верба — Ступно — Буща — Острог; південна межа — по лінії Рава-Руська — Жовква — Сопошин — Винники — Водники — Золочів — Олесько — Суховоля — Комарівка — Куликів — Підзамче — Антонівці — Болотківці. Площа торфово-болотної області Малого Полісся становить 7,9 тис. км², запаси торфу — близько 0,85 млрд м³, заторфованість території — 4,4 %. Майже всі торфові родовища відносяться до низинного типу.

## Торфово-болотна область лісостепу
Торфово-болотна область лісостепу займає територію 208,7 тис. км², однак заторфованість становить лише 1,1 %. Торфові родовища здебільшого пов'язані з річковими долинами, найбільші родовища розташовані в Придніпров'ї, де займають старі русла Дніпра, та на Лівобережжі, де тягнуться по річках Трубіж, Супій, Хорол, Удай та ін. на десятки і сотні кілометрів. Запаси торфу-сирцю становлять понад 4,4 млрд м³, торфові родовища низинного типу. Розділяється на п'ять торфово-болотних районів: Волинський, Подільський, Правобережний, Лівобережний та Східний.

## Торфово-болотна область степу
Торфово-болотна область степу має загальну площу понад 240 тис. км² і розташована на території Одеської, Миколаївської, Херсонської, Дніпропетровської, Запорізької, Донецької, Луганської областей, а також південних частин Кіровоградської і Харківської областей та рівнинної частини Кримської автономії. Середня заторфованість території становить лише 0,02 %, незначні й запаси торфу — 0,05 млрд м³. Усі торфові родовища низинного типу.

## Торфово-болотна область Карпат і Прикарпаття
Торфово-болотна область Карпат і Прикарпаття займає площу 38,8 тис. км², охоплює всю Закарпатську обл., більшу частину Івано-Франківської, частину Чернівецької та Львівської областей. Середня заторфованість території становить 0,38 %, запаси торфу-сирцю складають близько 0,364 млрд м³. Торфово-болотна область розділяється на три райони: Передкарпаття, Карпати та Закарпаття. Переважають торфові родовища низинного типу, однак зустрічаються й верхові та перехідні.

## Торфові ресурси України
| Показник | Одиниця вимірювання | Числове значення    |
| --- | ------------------- | ------------------- |
| 1. Загальна кількість торфових родовищ З них: 1.1. Розвідані, площею понад 10 га 1.2. Малоконтурні, площею до 10 га 1.3. Затоплені і забудовані                       | родовище            | 2474 1578 258 106   |
| 2. Загальна площа в нульовій межі | млн га              | 1,0                 |
| 3. Загальна площа в межі промислової глибини покладу | тис. га             | 642                 |
| 4. Загальні геологічні запаси торфу в перерахунку на 40% вологість 4.1. Розвідані родовища площею понад 10 га 4.2. Прогнозні запаси торфу 4.3. Балансові запаси торфу | млн т               | 2171 1853 260 936,1 |

| Підгрупа торфових родовищ                            | Кількість родовищ у підгрупі | Площа в межах промислової глибини, га | Геологічні запаси торфу, т |
| ---------------------------------------------------- | ---------------------------- | ------------------------------------- | -------------------------- |
| 1. Розвідані родовища площею понад 10 га             | 1578                         | 542729                                | 1853487                    |
| 2. Родовища з прогнозними запасами торфу             | 532                          | 83068                                 | 260626                     |
| 3. Мало контурні родовища площею до 10 га            | 258                          | 1619                                  | 4865                       |
| 4. Затоплені і забудовані родовища і ділянки родовищ | 106                          | 14932                                 | 52468                      |
| Разом по Україні                                     | 2474                         | 642348                                | 2171446                    |

| Тип покладу | Кількість родовищ | Площа геологічних запасів, га | Геологічні запаси торфу, млн. т |
| ----------- | ----------------- | ----------------------------- | ------------------------------- |
| Низинний    | 2370              | 611394                        | 2085,5                          |
| Верховий    | 57                | 14221                         | 37,9                            |
| Перехідний  | 38                | 12583                         | 4865                            |
| Змішаний    | 9                 | 4150                          | 13,5                            |
| Разом       | 2474              | 642348                        | 2171,4                          |